# Ходулі (картина Гої)
«Ходулі» (ісп. Los zancos) — картина іспанського художника Франсиско Гої, написана пр. у 1791-1792. Полотно належить до сьомої серії картонів Гої, на замовлення Королівської шпалерної мануфактури для кабінету короля Карла IV в Ескоріалі.

## Опис картини
Сюжет і стиль картини схожий з іншим полотном з тієї ж серії Гої — «Велетні», тільки замість дитячої гри, де одна дитина видерлася на іншу тут зображена доросла забава у вигляді ходіння на ходулях. Крім самих двох ходоків центральне місце в картині займає гравець на флейті, який, мабуть, намагається привернути увагу дівчини у вікні другого поверху.